# 萨尔苏埃拉
萨尔苏埃拉，是西班牙卡斯蒂利亚-拉曼恰昆卡省的一个市镇。总面积40平方公里，总人口278人（2001年），人口密度7人/平方公里。